# Taylor (Texas)
Taylor ist eine Stadt im US-Bundesstaat Texas in den Vereinigten Staaten und liegt im 	Williamson County. Das U.S. Census Bureau hat bei der Volkszählung 2020 eine Einwohnerzahl von 16.267 ermittelt.

## Geschichte
Im Jahr 1876 versteigerte die Texas Land Company Grundstücke in Erwartung der Ankunft der International-Great Northern Railroad, als Taylor im selben Jahr gegründet wurde. Die Stadt wurde nach Edward Moses Taylor, einem Bahnbeamten, benannt und erhielt den Namen Taylorsville, der 1892 offiziell in Taylor umgeändert wurde. Einwanderer aus Mähren und Böhmen (der heutigen Tschechischen Republik) und anderen slawischen Staaten sowie aus Deutschland und Österreich halfen bei der Gründung der Stadt. Schon bald entwickelte sich die Stadt zu einem wichtigen Umschlagplatz für Vieh, Getreide und Baumwolle.
Im Jahr 1878 zählte die Stadt 1000 Einwohner und 32 Unternehmen, von denen 29 im Jahr 1879 durch ein Feuer zerstört wurden. Die Stadt erholte sich jedoch schnell, und es wurden größere Gebäude errichtet. Im Jahr 1882 erreichte die Taylor, Bastrop and Houston Railway (später Teil der Missouri-Kansas-Texas Railroad) die Gemeinde, und Maschinenhallen und ein Ringlokschuppen dienten beiden Bahnlinien. Im Jahr 1882 wurde die Stadt als eigenständige Gemeinde gegründet, und im Jahr 1883 ersetzte ein öffentliches Schulsystem eine Reihe von Privatschulen.
Am 9. und 10. September 1921 kamen 87 Menschen in und um Taylor bei Überschwemmungen des San Gabriel River und des Brushy Creek ums Leben.

## Demografie
Nach der Volkszählung von 2020 leben in Taylor 16.267 Menschen. Die Bevölkerung teilt sich 2019 auf in 77,9 % Weiße, 9,4 % Afroamerikaner, 0,3 % amerikanische Ureinwohner, 1,1 % Asiaten und 3,9 % mit zwei oder mehr Ethnizitäten. Hispanics oder Latinos aller Ethnien machten 42,2 % der Bevölkerung von Taylor aus. Das mittlere Haushaltseinkommen lag bei 52.672 US-Dollar und die Armutsquote lag bei 13,5 % der Bevölkerung.
| Jahr | Einwohner¹ |
| ---- | ---------- |
| 1900 | 4.211      |
| 1950 | 9.071      |
| 1960 | 9.434      |
| 1970 | 9.616      |
| 1980 | 10.619     |
| 1990 | 11.472     |
| 2000 | 13.575     |
| 2010 | 15.191     |
| 2020 | 16.267     |

¹ 1900 – 2020: Volkszählungsergebnisse

## Wirtschaft
Die Stadt Taylor hat zusammen mit der Taylor Economic Development Corporation und der Taylor Chamber of Commerce daran gearbeitet, neue Investitionen anzuziehen, um die wirtschaftliche Basis und die wirtschaftliche Vitalität der Gemeinde zu verbessern. Von 2008 bis 2012 haben fast 20 Unternehmen expandiert oder ihren Standort nach Taylor verlegt, fast 300 neue Arbeitsplätze geschaffen und insgesamt fast 40 Millionen Dollar investiert.
Im November 2021 gab Samsung seine Absicht bekannt, in der Nähe der Stadt Taylor ein Halbleiterwerk im Wert von 17 Milliarden US-Dollar zu bauen. Die Anlage wird 2000 Arbeitsplätze schaffen.

## Söhne und Töchter der Stadt
- Hank Patterson (1888–1975), US-amerikanischer Schauspieler (geboren in Springville, Alabama)
- Dan Moody (1893–1966), Politiker und Gouverneur des Bundesstaates Texas
- Tex Avery (1908–1980), Regisseur und Zeichner
- K. C. Jones (1932–2020), Basketballspieler
- Guy Penrod (* 1963), Gospel- und Christian-Music-Sänger
- Fred Kerley (* 1995), Sprinter